# 스타라류보브냐구

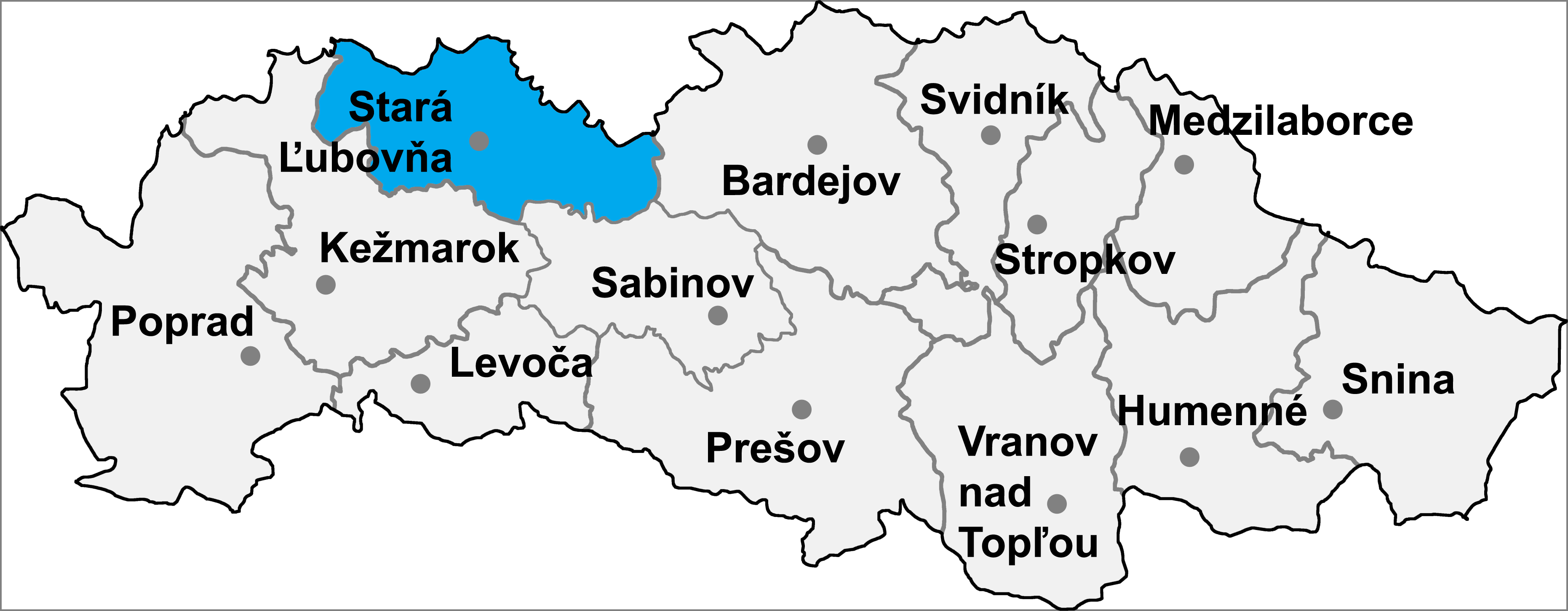
스타라류보브냐구의 위치

스타라류보브냐구(슬로바키아어: Okres Stará Ľubovňa)는 슬로바키아 프레쇼우주를 구성하는 13개 구 가운데 하나로 행정 중심지는 스타라류보브냐이며 면적은 707.87km2, 인구는 53,379명(2014년 기준), 인구 밀도는 75.41명/km2이다.
프레쇼우주 북서부에 위치하며 44개 지방 자치체(2개 시, 42개 마을)를 관할한다. 북쪽으로는 폴란드와 국경을 접하며 동쪽으로는 바르데요우구, 남쪽으로는 사비노우구, 남서쪽으로는 케주마로크구와 접한다.